# Louis-François Daire
Louis-Francois Daire (6 de julio de 1713-18 de marzo de 1792) fue un celestino e historiador francés.

## Biografía
Nació en Amiens, Francia. Daire entró a los diecinueve años en el Orden de los Celestinos, y después de haber cultivado la teología y la filosofía en París durante tres años, pasó en 1740 a Ruan, donde se afanó en el estudio de la literatura.
Posteriormente, Daire, tornó a su tierra de nacimiento y fue sucesivamente superior en Lyon, Amiens, París, y luego prior de Eschmont, en Beauce, y en 1768 ocupando el cargo de prior en Metz fue designado diputado del clero regular.
Más tarde confiaron la dirección de la biblioteca de los celestinos, y además el cargo de remesar a la biblioteca real los objetos interesantes que pudiesen detentar las casas de su congregación; vuelto al estado secular por la disolución de su Orden se retiró a Chartres y allí murió en 18 de marzo de 1792.
Como escritor, se distinguió por la constancia en el trabajo y por su gran erudición mas falto de método, dejó obras de lo siguiente: una relación de viajes, calendario de Picardía, historia civil y eclesiástica de Amiens, historia del deonato de Mont-Didier, cuadro histórico, de ciencias, bellas letras, y artes de Picardía, historia literaria de la ciudad de Amiens, diccionario de los epítetos franceses, y la vida de José Vullart inserta en el "Almacén enciclopédico" de julio de 1812

## Obras
- Dictionnaire Picard, Gaulois, et françois:..., FB&c Limited, 2017.
- Picquicny:..., Res Universis, 1993.
- Histoire littéraire de la ville d'Amiens, Genève, 1970.
- Histoire civile, ecclésiastique et littéraire du Doienné de Fouilloy, París, A. Picard et fils, 1911.
- Dictionnaire des épithètes françaises, Levée, 1817.
- Almanach perpétuel pronosticatif,..., Desnoss, 1774.
- Tableau historique des sciences, des belles-lettres , et des arts dans la province de Picardie, París, Herissant, 1768.
- Les épithetes françoises, Lyon, P.Bruyset, 1759.
- Otras